# Boulevard du Temple
Boulevard du Temple (česky bulvár Templu) je bulvár v Paříži. Nachází se na hranici 3. a 11. obvodu.

## Poloha
Ulice spojuje náměstí Place Pasdeloup, kde začíná na křižovatce s Rue des Filles-du-Calvaire, a Place de la République. Ulice je orientována z jihu na sever, od jihu na ni navazuje Boulevard des Filles-du-Calvaire.

## Historie
V místě dnešního bulváru vedly pařížské hradby, které nechal vystavět Karel V. Za vlády Ludvíka XIV. byly zbořeny a namísto nich vznikly promenády. Bulvár byl vyměřen v letech 1656-1705 a osázen stromy. Je pojmenován po Templu, sídle templářského řádu, který se nacházel za městskými hradbami.
Od doby Ludvíka XVI. až do Červencové monarchie byl bulvár oblíbeným místem vycházek, kde se nacházelo množství kaváren a divadel. V 19. století získal přezdívku Boulevard du Crime (bulvár Zločinu), podle dramat, která se často hrála v místních divadlech. V roce 1759 zde bylo založeno divadlo Théâtre des Grands-Danseurs du Roi, které bylo v roce 1792 přeměněno na Théâtre de la Gaîté. Roku 1769 vzniklo Théâtre de l'Ambigu-Comique, změněné roku 1932 na Théâtre des Folies-Dramatiques. 1847 bylo otevřeno Théâtre-Lyrique zaniklé roku 1850.

Daguerrotypie Boulevard du Temple (detail muže)

Dne 28. července 1835 nastražil na ulici Giuseppe Fieschi výbušné zařízení, které mělo usmrtit krále Ludvíka Filipa a jeho rodinu. Při výbuchu bylo 18 osob zabito a 23 zraněno.
Během přestavby Paříže za vlády Napoleona III. byla tato oblast radikálně přestavěna, takže z původních divadel zůstalo jediné Théâtre Déjazet. Většina zmizela při rozšíření Place de la République.
Ulice vstoupila i do dějin fotografie snímkem Boulevard du Temple. Na daguerrotypii ulice pořízené Louisem Daguerrem v období 1838/1839 je poprvé zachycen člověk. Kvůli dlouhé expozici jsou pohybující se objekty rozmazané, zřetelný je pouze muž, který si nechává čistit boty.

## Významné stavby
- Dům č. 42: v letech 1856-1869 zde bydlel Gustave Flaubert.
- V letech 1758-1760 byl na bulváru vystavěn palác Hôtel de Chabannes, který si nechal postavit Jacques Chabannes, rada Pařížského parlamentu. Jednalo se o jednu z prvních novoklasicistních staveb v Paříži. Budova byla v 19. století zbořena.